# Lutz Käppel
Lutz Käppel (* 7. August 1960 in Dorsten) ist ein deutscher Klassischer Philologe.

## Leben und Werk
Lutz Käppel studierte Klassische Philologie und Germanistik an den Universitäten Tübingen und Oxford. 1990 wurde er in Tübingen mit einer Dissertation zum griechischen Paian promoviert. Für seine Schrift Das Theater von Epidauros. Die mathematische Grundidee des Gesamtentwurfs und ihr möglicher Sinn (1989) erhielt er 1991 den Bruno-Snell-Preis. 1992/1993 war er Junior Fellow am Center for Hellenic Studies in Washington, D.C., und 1997 wurde er in Tübingen habilitiert. 1999 folgte er einem Ruf als Ordinarius für Klassische Philologie, insbesondere Gräzistik, an die Christian-Albrechts-Universität zu Kiel, wo er seither tätig ist.
Seit 1999 fungierte Käppel als Fachgebietsherausgeber „Mythologie“ im Lexikon-Projekt Der Neue Pauly. Er ist insbesondere als Experte für das antike griechische Theater bekannt, doch gilt sein Interesse auch anderen Bereichen, zum Beispiel der griechischen Philosophie bis zum Neuplatonismus.

## Veröffentlichungen

### Autor
- Das Theater von Epidauros. Die mathematische Grundidee des Gesamtentwurfs und ihr möglicher Sinn. De Gruyter, Berlin 1989.
- Paian. Studien zur Geschichte einer Gattung. (= Untersuchungen zur antiken Literatur und Geschichte. Band 37). De Gruyter, Berlin 1992, ISBN 3-11-012967-1.
- Die Konstruktion der Handlung in der Orestie des Aischylos. Die Makrostruktur des „Plot“ als Sinnträger in der Darstellung des Geschlechterfluchs. Beck, München 1999, ISBN 3-406-44860-7. (zugl. Habilitationsschrift, Universität Tübingen 1997)

### Herausgeber
- mit Vassiliki Pothou: Human Development in Sacred Landscapes. Between Ritual Tradition, Creativity and Emotionality. Vandenhoeck & Ruprecht, Göttingen 2015, ISBN 978-3-8471-0252-6.
- mit Dorothea Klein: Das diskursive Erbe Europas. Antike und Antikerezeption. Lang, Frankfurt am Main 2008, ISBN 978-3-631-56013-6.
- Das Modernitätspotential der alten Sprachen und ihre Bedeutung für die Identität Europas. Zentrum für europäische Integrationsforschung, Bonn 2002, ISBN 3-933307-98-8.
- mit Bardo Gauly: Musica tragica. Die griechische Tragödie von Thespis bis Ezechiel. Ausgewählte Zeugnisse und Fragmente. Vandenhoeck & Ruprecht, Göttingen 1991, ISBN 3-525-25750-3.
- mit Ernst A. Schmidt: Richard Kannicht: Paradeigmata. Aufsätze zur griechischen Poesie. Verlag Winter, Heidelberg 1996, ISBN 3-8253-0386-1.